# Antonio Zambrana
Antonio Zambrana y Vázquez (La Habana, Cuba, 19 de junio de 1846 - ibídem, 27 de marzo de 1922) fue un jurista y político cubano. Cursó estudios en el colegio El Salvador, que dirigía José de la Luz y Caballero, y en 1867 obtuvo el título de licenciado en Derecho Civil. 
En 1868 se unió al movimiento de insurrección contra las autoridades españolas, y al año siguiente fue miembro de la Asamblea de Representantes del Centro, organismo representativo de los revolucionarios de Camagüey. El 10 de abril de 1869 participó en la Asamblea de Guáimaro, donde se aprobó la primera constitución revolucionaria cubana, de la que fue ponente junto a Ignacio Agramonte, ambos secretarios del cónclave. En 1873 partió a los Estados Unidos, para tratar de obtener apoyo para la causa independentista, y posteriormente visitó varios países latinoamericanos y europeos con el mismo propósito. Radicado en Costa Rica, adquirió allí gran renombre como jurista y profesor, y en 1883 fue nombrado como Ministro Plenipotenciario de ese país en Nicaragua, misión que resultó en la firma del tratado Zambrana-Álvarez, convenio de límites que no llegó aprobarse.
Participó activamente en el Plan Gómez-Maceo, pero se retiró del mismo en 1884. En 1885 radicó por unos meses en México. En 1886 regresó a Cuba y fundó el periódico El Cubano. Al año siguiente fue elegido como diputado a las Cortes españolas, pero estas declararon nula su elección en razón de que años atrás había aceptado un cargo de un gobierno extranjero (el de Ministro de Costa Rica en Nicaragua) sin permiso del gobierno de España. Fue miembro de la Junta Central Autonomista y parte de su ala más radical, así como impulsor de su acto más valiente: el retraimiento en las elecciones locales de 1892.
Fue amigo de las grandes figuras de la independencia cubana, sobre todo de Ignacio Agramonte, cuya muerte en combate en 1873 influyó de manera decisiva en la evolución política de Zambrana. También fue amigo de José Martí y Antonio Maceo, aunque en diversos momentos tuvo con ambos agrias polémicas que fueron superadas por el bien de Cuba.
En 1891 regresó a Costa Rica, donde se dedicó nuevamente al ejercicio del Derecho y a la docencia. En 1904 el Congreso costarricense lo eligió como magistrado de la Sala de Casación de la Corte Suprema de Justicia de Costa Rica, cargo para el que fue reelegido en 1908 y que desempeñó con gran brillantez hasta su renuncia en 1911. Pero su labor más destacada fue la desarrollada en la Escuela de Derecho, donde fue profesor de sucesivas generaciones en las que infundió la filosofía del positivismo e ideas de apego a la libertad y la institucionalidad. Se distinguió por ser el verdadero iniciador de los estudios de Historia del Derecho y de Derecho Romano en Costa Rica. Fue autor de los libros Ideas de Estética, Literatura y Elocuencia (1896), La administración: un estudio (1897) y Estudios Jurídicos (1907). El doctor Zambrana también publicó por entregas, en la revista El Foro, las obras Introducción histórica al estudio del Derecho Romano (1910) y Lecciones sintéticas de Derecho Romano (1910). Estos textos se reeditaron en Costa Rica en una sola obra titulada Derecho Romano en 2012, año también en que se reeditaron sus lecciones histório-jurídicas con el título de Conferencias sobre Historia del Derecho. 

En 1911, después de un grave disgusto originado por una acusación de prevaricato, y a pesar de haber sido absuelto de toda responsabilidad, decidió renunciar al cargo de magistrado y abandonar Costa Rica. Regresó a su país natal, y durante un breve tiempo desempeñó el cargo de Ministro Plenipotenciario de Cuba en Colombia y Ecuador. En sus últimos años se mantuvo apartado de toda actividad política.